# Matpyramid
Matpyramid är en kostmodell som illustrerar proportioner av livsmedel som bör intas för ett hälsosammare liv. 
Matpyramiden introducerades av KF:s Provkök i den svenska tidningen Vi (nummer 6-7 1974) till Kooperativa Förbundets 75-årsjubileum. Idén kom från Anna-Britt Agnsäter som var KF:s Provköks chef 1946–1980. Pyramiden har utvecklats genom åren och har allt sedan dess återfunnits i Vår kokbok. Matpyramiden exporterades till en rad andra länder och är i dag ett allmänt känt begrepp världen över.
Matpyramiden har även kallats kostpyramiden men avser då inte alltid Provkökets ursprungliga matpyramid. Kostpyramiden är utvecklad utifrån matpyramiden med andra hälsopremisser.

## Exempel på mat- och kostpyramider

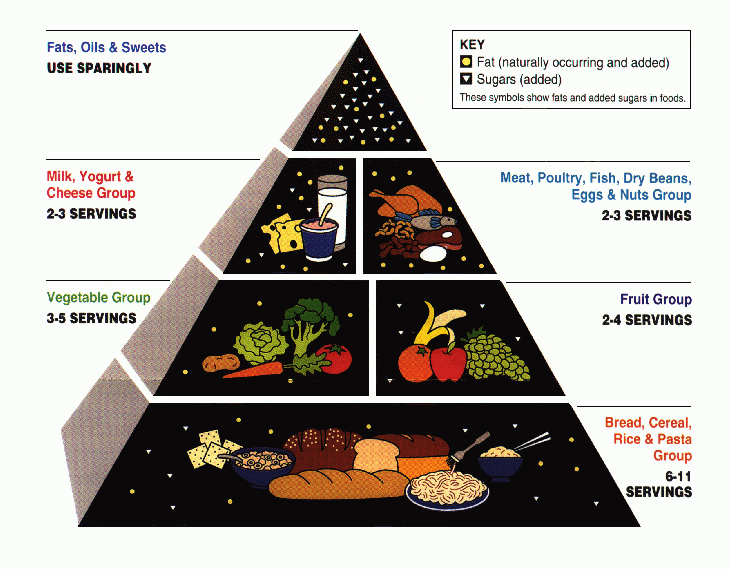
Amerikansk food guide pyramid, framtagen av USA:s jordbruksdepartement 1992
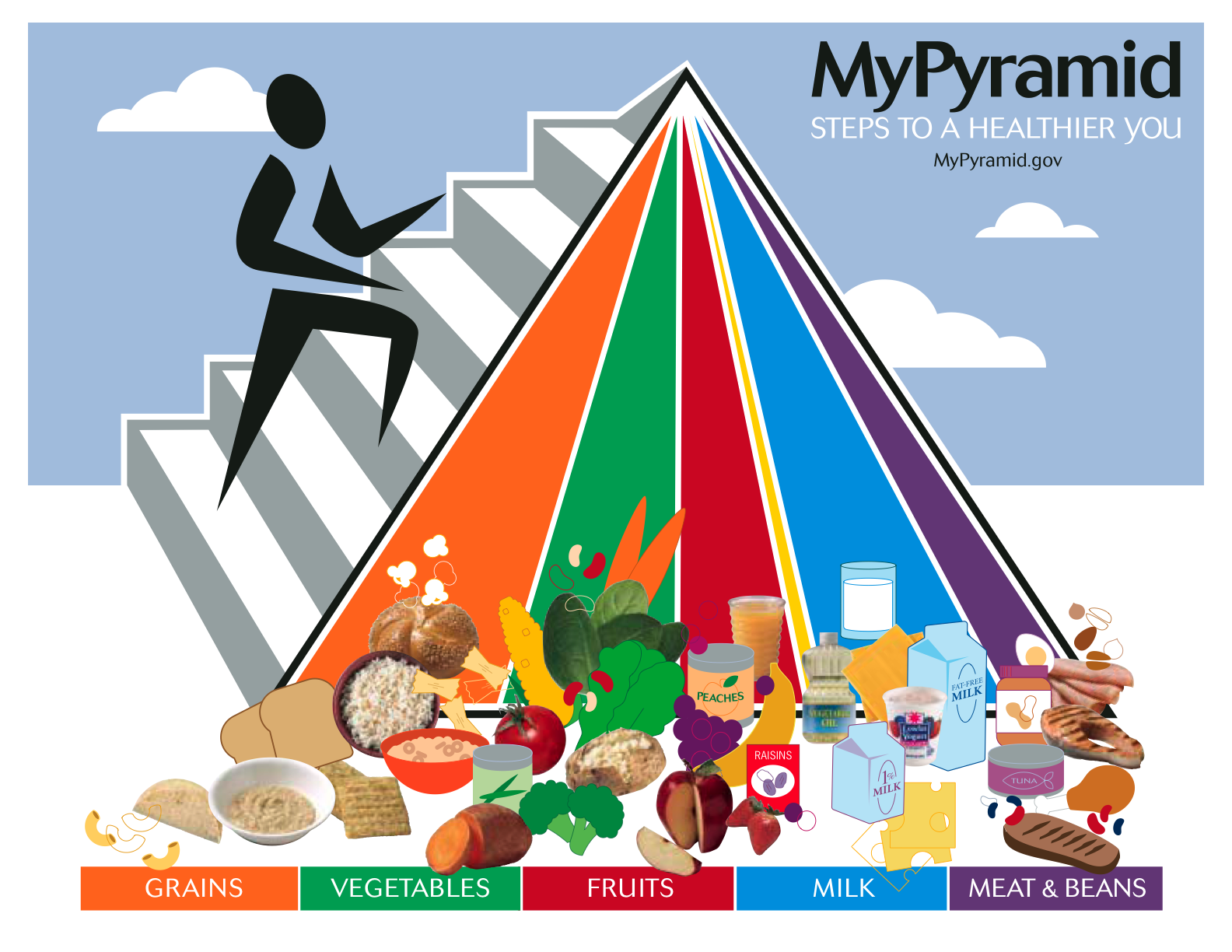
Nyare variant från USA:s jordbruksdepartement, där också motion finns representerad.
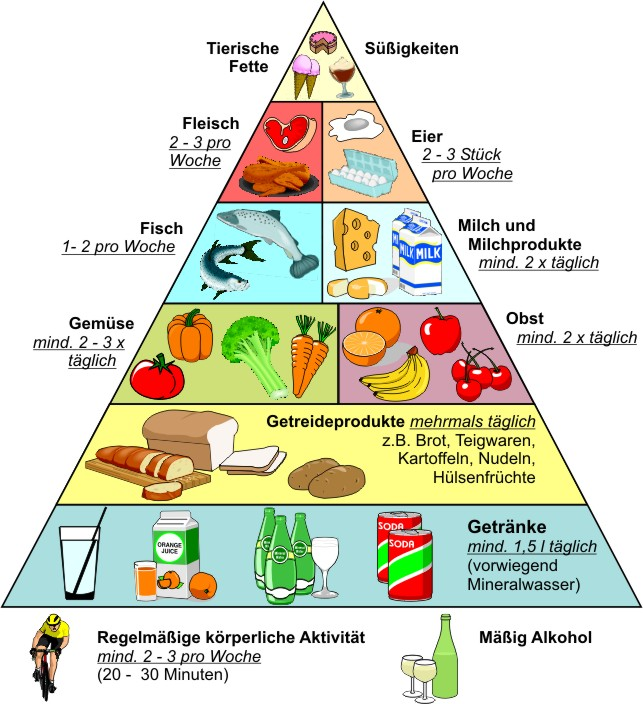
Tysk Ernährungspyramide
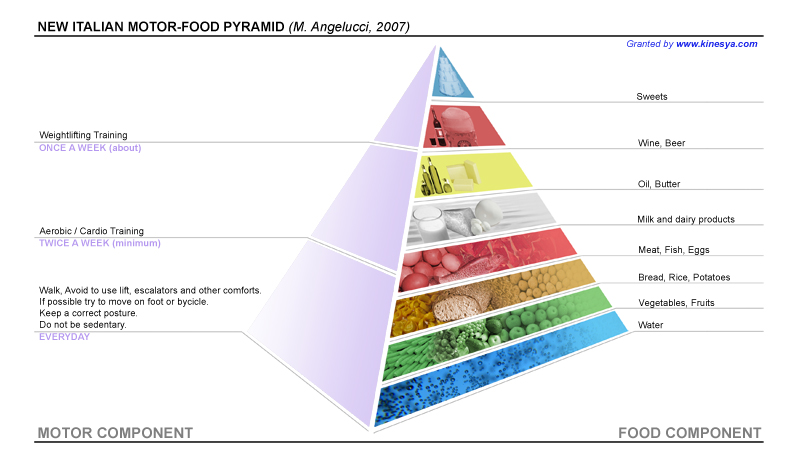
Italiensk nuova piramide alimentare-motoria